# Méltányosság Politikaelemző Központ
A Méltányosság Politikaelemző Központ egy olyan professzionális politikaelemző intézet, mely a nagy múltú nyugati agytrösztök nyomdokain kíván haladni. Politikakutatásokat, gyorselemzéseket, felméréseket, prognózisokat és átfogó szakpolitikai elemzéseket végez.
A Méltányosság Politikaelemző Központ hitet tesz a parlamentarizmus, a politikai pluralizmus és a piacgazdaság mellett. E három értéket az elemzők mindig szem előtt tartják: az intézet elemzései azt bírálják, ami ezen értékektől eltávolít, és üdvözlik, ami ezen értékekhez közelebb visz.

## Története
Elődje, a Méltányosság Politikaelemző Kör, 2002-ben jött létre. Alapítója, Csizmadia Ervin. A Kört az első évben Lányi Andrással, majd az ő távoztával, 2003-tól Zsolt Péterrel (ma: kutatási igazgató) vezette, 2005-ben pedig csatlakozott hozzájuk Szentpéteri Nagy Richard (főmunkatárs) és Novák Zoltán (ma: kutatásvezető).
A kezdeti időszakban a Méltányosság Politikaelemző Kör leginkább értelmiségi közösségként, szellemi műhelyként működött, de már 2002 nyarától fontos konferenciákat (pl. Múzeumi Esték) szervezett, elemzéseket publikált. A Méltányosság Politikaelemző Kör vezetői 2007 januárjában alapították a Méltányosság Politikaelemző Központot, egy sokkal szélesebb tevékenységi körrel rendelkező, professzionális elemzőintézet létrehozásának szándékával.
Ezzel a Méltányosság Politikaelemző Kör  ötéves működés után átadta a helyét a Méltányosság Politikaelemző Központnak, mely fennállása óta több mint száz konferenciára delegált előadót, megjelentetett négy kötetet, több száz elemzést publikált, komoly részt vállal a fiatal elemzők gyakorlati képzésében, és sikeresen elégíti ki a piaci megrendelők igényeit. A Központ szakértői napi szinten jelen vannak a médiában, és rendszeresen publikálnak a sajtóban, azzal a nem titkolt szándékkal, hogy új szempontokat nyújtsanak a politikai-társadalmi-gazdasági folyamatok értelmezéséhez.

## Küldetés és filozófia
A Méltányosság Politikaelemző Központ vállaltan agytröszt-jellegű politikaelemző intézet, amelynek négy alapcélja:
- a politikai-gazdasági-társadalmi folyamatok elfogulatlan elemzése,
- a pártpolitikán túlmutató, de a politika körébe tartozó jelenségek vizsgálata,
- a folyamatok leírása kapcsán egy hagyománnyá teendő méltányos beszédmód megteremtése,
- életképes javaslatok megfogalmazása a politikai intézményrendszer, a gazdaságirányítás, a közéleti diskurzus és a társadalmi kohézió javítását illetően.

Az MPK kutatómunkáját világos értékszemléletre alapozza, amely három elkötelezettségre épül (3P). A Méltányosság Politikaelemző Központ hitet tesz a parlamentarizmus, a politikai pluralizmus és a piacgazdaság mellett.
A Méltányosság Politikaelemző Központ elemzései és kutatásai kiterjedt tematikai bázison mozognak, és az elemzői attitűd metodikai horizontját a komparativitás, a történeti perspektíva és az elfogulatlan szemléletmód határolja. Mivel az elemzések szemléletformálás igényével készülnek, közelítésmódjukban a leíró és a normatív elemek egyszerre vannak jelen.

## Publikációk
A Központ publikációi széles műfaji spektrumot fognak át a közéleti esszéktől a szakpolitikai elemzéseken keresztül az átfogó tanulmányokig. Legyen szó akár az aktuálpolitikai eseményeket értelmező gyorselemzésről vagy akár több hónapos kutatómunkát igénylő tanulmányról, az Intézet igyekszik minden produktumában érvényesíteni a szervezet szemléleti-filozófiai sarokpontjait (Ld. küldetés és filozófia).

### Gyorselemzések
Az elemzési tevékenység alkotja a Méltányosság Politikaelemző Központ munkájának gerincét, ennek megfelelően az intézet heti rendszerességgel közöl aktuálpolitikai, szakpolitikai, közjogi, gazdasági, pártdinamikai, külpolitikai, médiaelméleti és a társadalmi mozgásokat vizsgáló elemzéseket. A központ az elmúlt években több mint félezer elemzést publikált, amelyek mindegyike elérhető a Méltányosság.hu portál archívumában. Annak érdekében, hogy az elemzések minél szélesebb réteghez eljussanak, az elemzések túlnyomó részét a szervezet napilapokban, hetilapokban, folyóiratokban és különböző hírportálok felületén is közzéteszi.

### Tanulmányok
A Központ kutatói számos politikatudományi témakörben írnak tanulmányokat a heti elemzések mellett. Az alábbi felsorolás a kutatási irányok sokszínűségét hivatott szemléltetni – természetesen a teljesség igénye nélkül:
- Csizmadia Ervin: Pártok és eszmék a rendszerváltás után. Rubicon, 2002. május.
- Csizmadia Ervin: A magyar pártfejlődés történelmi perspektívában: új hipotézisek. Politikatudományi szemle, 2009/4.
- Csizmadia Ervin: A konszenzus gondolata a 2008. évi kormánypolitikában. Magyarország Politikai Évkönyve, 2009.
- Novák Zoltán (2006): Az őszödi ördögi kör. In. A körbezárt politika. Elemzések a jelenkor Magyarországáról, L’Harmattan Kiadó, Budapest, 2008
- Novák Zoltán (2006): A 2002-es miniszterelnök-jelöltek vitája. Meltanyossag.hu
- Novák Zoltán (2009): Az európai identitás (elemzés): Meltanyossag.hu; Szerkesztett változata: Gondola, 2009.05.29.
- Szentpéteri Nagy Richard (2005): A parlamentáris kormányrendszer államfője. Politikatudományi Szemle 3–4.
- Szentpéteri Nagy Richard (2007): Az alkotmány köztársasága, köztársaság alkotmányossága. In: Feitl István (szerk): Köztársaság a modern kori történelem fényében. Tanulmányok. Napvilág
- Zsolt Péter (2008): A kordonbontás kultivációs elemzése. Meltanyossag.hu;
- Zsolt Péter (2008): Társadalmi mozgások nyomában. In. A körbezárt politika. Elemzések a jelenkor Magyarországáról, L’Harmattan Kiadó, Budapest, 2008
- Zsolt Péter (2011): Médiatörvényeink. Meltanyossag.hu

### Könyvek
Csizmadia – Novák – Pétervári – Szentpéteri – Zsolt: Közbezárt politika – Elemzések a jelenkor Magyarországáról
A Méltányosság Politikaelemző Központ első évértékelő kötete a jelen Magyarországának legfontosabb politikai jelenségeiről, mindenekelőtt a 2006 szeptemberétől legalább 2008 márciusáig tartó „hosszú” 2007-es év politikailag releváns eseményeiről közöl tanulmányokat, amelyek az ország társadalmi, gazdasági, politikai és közjogi állapotainak értékelő bemutatásával és elemzésével kívánják szolgálni a politikatudományi szempontokra nyitott, értő Olvasó érdeklődését.
Novák – Pétervári – Szentpéteri: Konszenzus és küzdelem
A Méltányosság Politikaelemző Központ esszégyűjteménye tizenhat szerző harmincnyolc írását tartalmazza, amellyel ízelítőt ad a publikált elemzésekből, azzal a céllal, hogy keresztmetszetet nyújtson hazánk jelenlegi állapotáról és az előttünk álló problémák természetéről. Ezáltal a kötet olyan képzőművészeti montázshoz hasonlítható, amelynél az egyes – önálló – részalkotások összekomponálásával új, összetett és elgondolkodtató alkotás születik. A Konszenzus és küzdelem létrejöttét az a szándék vezérelte, hogy a műfajok és megközelítésmódok változatos palettájáról a pártatlanság és a méltányosság ecsetével fesse fel Magyarország, valamint szűkebb és tágabb környezetének körképét.
Novák – Szentpéteri: Köztes demokrácia
Ez a könyv a Méltányosság Politikaelemző Központ kutatóinak válogatott írásait (esszéit, elemzéseit, tanulmányait) tartalmazza. A könyv tematikája igencsak változatos, de az egyes írásokat összeköti a Méltányosság Politikaelemző Központ tudományos-elemző műhelyében meghonosított szemléletmód, gondolatvezetés és nyelvhasználat, amely összességében egy egységes megközelítési formát, nézőpontot és egy többé-kevésbé felismerhető stílust eredményez.
Antal – Novák – Szentpéteri: Az Alkotmány arca
A kötet a Méltányosság Politikaelemző Központ kutatóinak elemzéseit és munkásságát tartalmazza az Alapokmány preambulumának kérdésével kapcsolatban. Az Alkotmány arca szorosan kapcsolódik egyik kezdeményezésük, a Preambulum Projekt eredményeihez is.

## Tevékenységek

### Konferenciák
Múzeum utcai konferenciák: 2002–2005
- A 2002. évi választások és a magyar közvélemény (2002. június)
- A magyar jobboldal helyzete (2002. október)
- A magyar baloldal helyzete (2002. november)
- A társadalom politikaképe – A politika társadalomképe (2002. május 27.)
- A politikai botrányok, a média és az erkölcs (2003. október 22.)
- Szabad-e, ami tilos – tilos-e, ami szabad? (2004. február 27.)
- Antiszemitizmus és „antiszemitizmus” a mai Magyarországon (2004. május 18.)
- A Medgyessy-talány (2004. december 22.)
- Magyarország és a 2005. évi elnökválasztás (2005. május 26.)
- Dübörög vagy válságban van a magyar gazdaság? (2005 október 18.)

Múzeumi esték: 2006
- Hogyan „csinálják” a politikusokat? (2006. január 30.)
- Hogyan vitatkoznak ŐK? (2006. február 27.)
- A politizáló művész (2006. március 27.)
- Magyarország – választások után (2006. április 24.)

Politikaelemző Intézetek és Agytrösztök I. országos konferenciája
2008. március 12-én – az Méltányosság Politikaelemző Központ kezdeményezésére és szervezésében – került megrendezésre a Politikaelemző Intézetek és Agytrösztök I. országos konferenciája az Ybl-palotában. A március 9-ei népszavazás után három nappal megtartott – s a népszavazást értékelő – konferencián (a Méltányosság Politikaelemző Központ mellett) az ország vezetői elemző intézetei (Political Capital, Vision Consulting, Századvég, Nézőpont Intézet, Progresszív Intézet, Republikon Intézet) vettek részt. A konferenciát nagy érdeklődés övezte, minden előadás és a kerekasztal-beszélgetés több száz fős hallgatóságot vonzott.

### Médiaszereplések
A Központ munkatársai 2007 óta a rádiók és televíziók rendszeres elemzői, állandó meghívottjai. A médiaszereplésekkel a Központ célja, hogy újraértelmezze a politikaelemzést, új módszereket vezessen be. Az elemzések legfontosabb elve az elfogulatlanság, mely megkülönbözteti a többi politikaelemző intézettől.

### Kezdeményezések
Pártfinanszírozási staféta
A Méltányosság Politikaelemző Központ kezdeményezésére az Eötvös Károly Közpolitikai Intézet, a Védegylet és a Nézőpont Intézet 2007. május 14-én közös rendezvényt tartott, amelynek témája a pártfinanszírozás régóta húzódó reformja volt. A rendezvény egy mozgalmat hozott létre, amelyet Pártfinanszírozási stafétának neveztek el, és az ügyet ezáltal egy-egy elemző intézet vette napirendjére. Az akció hatására a politikai pártok bejelentették, hogy az őszi szezonban lebonyolítják a pártfinanszírozási reform parlamenti tárgyalását. Bár a politikai konszenzus hiánya miatt a pártfinanszírozás problematikája a mai napig nem rendeződött megnyugtatóan, a pártfinanszírozási stafétának köszönhetően a probléma bekerült a közbeszédbe, és a közvélemény számára is nyilvánvalóvá vált, hogy a pártfinanszírozás megoldatlansága a hazai korrupció egyik legaggasztóbb gócpontja. A stafétát átvette többek között a Political Capital, a Nézőpont Intézet, a Freedom House és a Transparency International.
Preambulum Projekt
2010-ben élénk vita folyt az alkotmányozásról. A Központ ennek hatására biztosított lehetőséget az állampolgárok számára, hogy elmondhassák véleményüket a HVG.hu felületén az alapértékekről.
A projekt során olyan kérdésekre kellett választ adnia a közvéleménynek, hogy szerepeljen-e Isten neve, a történelmi múltunk vagy a Szent Korona a preambulumban, valamint felvetődött a kérdés, hogy a magyarok hogyan gondolkodnak az európaiságról. A Központ így hívta fel a figyelmet arra, hogy mennyire fontos az együttgondolkodás és a méltányos diskurzus ma Magyarországon.
Agytrösztfigyelő
A Méltányosság Politikaelemző Központ kezdettől fogva irányadónak tekintette a nyugati agytrösztök működési tevékenységét és társadalmi szerepfelfogását. Annak érdekében, hogy a nyugati agytrösztök a hazai közegben is ismertebbé váljanak, a Központ önálló rovatot működtet, melyben igyekszik bemutatni az intézetek sokszínűségét és hasznosságát.
Gyakornoki program
A Méltányosság Politikaelemző Központ kiemelt szerepet vállal gyakornokok továbbképzésében. A Központ több mint 20 politikaelemző gyakornokot foglalkoztat abból a célból, hogy társadalmilag felelős, megbízható, a méltányos közbeszéd megteremtésében élenjáró elemzőket képezzen.

## Kutatások és szolgáltatások
Europanoráma
Az elemzés nem csupán az Európai Unió eseményeiről ad hírt, hanem megvilágítja azok hátterét és kontextusát, és feltárja az okok és következmények rendszerét is.
Reform – monitoring
A Reform-monitoring projekt egy hosszú távú kutatás, mely a folyamatok és jelenségek feltárása és értékelése után folyamatosan vizsgálja a politikai aktorok és a társadalmi szereplők viszonyrendszerét, a hatások és ellenhatások mélyszerkezetét. A vizsgálat eredményei alapján a Központ havonta beszámolót készít, melyet felajánl a gazdaság szereplői és a civil szféra számára.
Kettős kultiváció
A vizsgálat lényege, hogy empirikus adatokat kaphatunk arra vonatkozóan, hogy ugyanaz az esemény vagy jelenség milyen értelmezési keretet kap két különböző, eltérő státuszú társadalmi csoporton belül. Nem pusztán arányszámokat és tendenciákat mutat ki, hanem képes választ adni a miért és a hogyan kérdésekre is.
Régióbarométer
Egy olyan komplex politológiai és gazdasági elemzés, mely azokat a tendenciákat, folyamatokat, elmozdulásokat, eseményeket és fejleményeket elemzi, amelyek alapjaiban befolyásolják a térség gazdasági szereplőinek lehetőségeit és döntéseit.
Fókuszcsoportos vizsgálat
A Méltányosság Politikaelemző Központ a politikum és az üzleti szféra szereplői számára egyaránt végez fókuszcsoportos kutatásokat. Ezekből a kutatásokból nem pusztán azt lehet megtudni, hogy mi egy adott csoport irányadó véleménye egy témában, hanem a miértekre is választ kapunk, illetve arról is képet alkothatunk, hogy az uralkodó attitűdök min alapulnak, mi befolyásolja őket.
Közvélemény – kutatás
A Méltányosság Politikaelemző Központ kutatói apparátusa bármilyen hagyományos közvélemény-kutatásra vállal megbízást. Referenciaként a megrendelők betekintést kaphatnak a korábbi közvélemény-kutatásokba.
Önkormányzati gyorsjelentés
Az elemzés azokat a nagypolitikai tendenciákat, eseményeket és folyamatokat értékeli és elemzi, melyek az önkormányzati szféra számára meghatározóak. A fejleményeket a maguk összefüggésrendszerében értelmezi, ezáltal képes tendenciákra rámutatni.